# Rhyssemus berytensis
Rhyssemus berytensis är en skalbaggsart som beskrevs av Sylvain Auguste de Marseul 1878. Rhyssemus berytensis ingår i släktet Rhyssemus och familjen Aphodiidae. Inga underarter finns listade i Catalogue of Life.